# Wu Yu (schaatser)
Wu Yu (Chinees: 吴宇) Jinzhou, 20 september 1997) is een Chinese langebaanschaatser. Wu Yu is samen met Wang Shuaihan de eerste Chinese deelnemer aan de 10 km op het WK Afstanden. Wu Yu reed daarbij op 18 februari 2024 een Chinees record op de langste afstand.

## Records

### Persoonlijke records
| Afstand     | Tijd     | Datum             | Baan           |
| ----------- | -------- | ----------------- | -------------- |
| 500 meter   | 36,56    | 19 september 2019 | Calgary        |
| 1000 meter  | 1.09.98  | 20 september 2019 | Calgary        |
| 1500 meter  | 1.44,60  | 27 januari 2024   | Salt Lake City |
| 3000 meter  | 3.45,33  | 26 augustus 2017  | Calgary        |
| 5000 meter  | 6.13,09  | 28 januari 2024   | Salt Lake City |
| 10000 meter | 13.01,06 | 26 januari 2025   | Calgary        |

(laatst bijgewerkt: 26 januari 2025)

## Resultaten
| Jaar | WK Allround             | WK Afstanden                         | WK Junioren         |
| ---- | ----------------------- | ------------------------------------ | ------------------- |
| 2016 |                         |                                      | 18e 1500m 11e 5000m |
|      |                         |                                      |                     |
| 2024 | NC13 (14e, 11e, 14e, -) | 17e 5000m 7e 10000m 7e achtervolging |                     |
| 2025 |                         | 18e 5000m 6e achtervolging           |                     |